# Jerpater
Jerpater (en rus: Жерпатер) és un poble (un khútor) de l'óblast de Saràtov, a Rússia, segons el cens rus del 2018 tenia 1 habitant. Pertany al districte d'Aleksàndrov Gai.